# Daniel Hudson
Daniel Claiborne Hudson (Lynchburg, 9 marzo 1987) è un giocatore di baseball statunitense, lanciatore per i Los Angeles Dodgers della Major League Baseball.

## Carriera

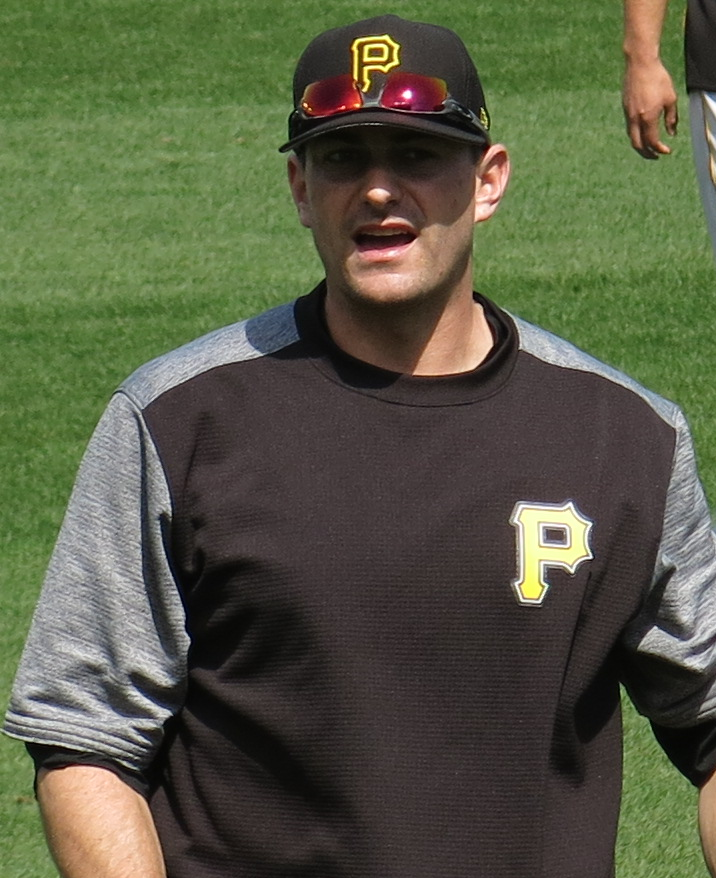
Hudson con i Pirates nel 2017

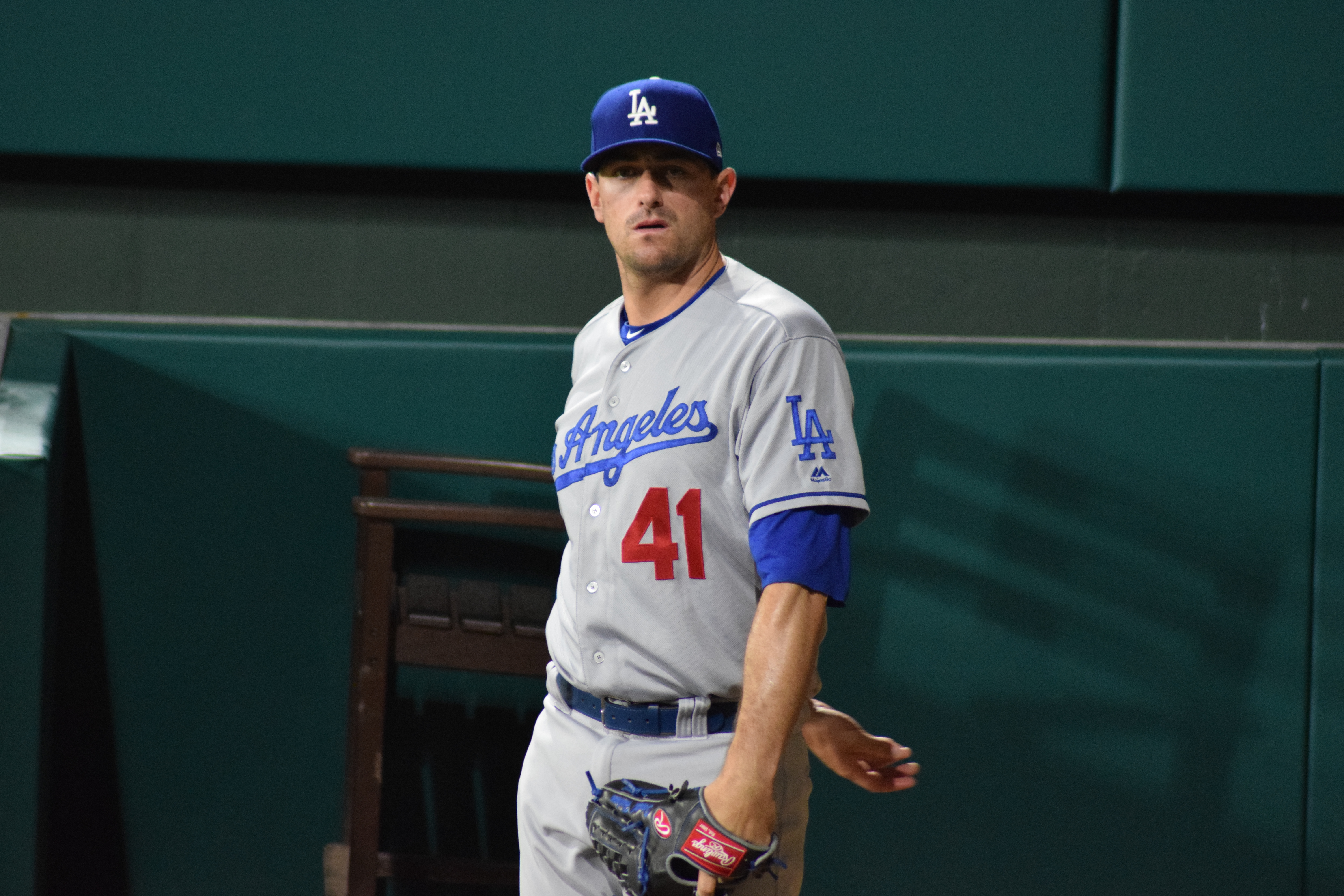
Hudson con i Dodgers nel 2018

### Inizi e Minor League (MiLB)
Hudson frequentò Princess Anne High School di Virginia Beach, Virginia e conclusi gli studi superiori si iscrisse alla Old Dominion University di Norfolk, sempre nella Virginia. Da lì venne selezionato nel 5º turno del draft MLB 2008 dai Chicago White Sox, che lo assegnarono alla classe Rookie.
Iniziò la stagione 2009 nella classe A e dopo quattro partite disputate venne promosso nella classe A-avanzata, dopo altre otto partite venne promosso nella Doppia-A e infine dopo la nona partita disputata in quest'ultima classe, venne promosso nella Tripla-A.

### Major League (MLB)
Hudson debuttò nella MLB il 4 settembre 2009, all'U.S. Cellular Field di Chicago contro i Boston Red Sox, lanciando nel settimo e nell'ottavo inning. Il 27 settembre, nella seconda partita disputata da lanciatore partente ottenne la prima vittoria, concedendo due punti in sei inning giocati, contro i Tigers. Quel giorno Hudson divenne il primo giocatore della storia della MLB a ottenere una vittoria in cinque classi differenti nella stessa stagione. Concluse la stagione con 6 partite disputate nella MLB e 26 nella minor league, di cui 4 nella classe A, 8 nella classe A-avanzata, 9 nella Doppia-A e 5 nella Tripla-A.
Il 30 luglio 2010, i White Sox scambiarono Hudson e David Holmberg con gli Arizona Diamondbacks per Edwin Jackson. Concluse la stagione con 14 partite disputate nella MLB (tutte da partente) e 17 nella Tripla-A.
Nel 2011 come battitore, batté 18 valide, 14 punti battuti a casa e il suo primo fuoricampo, il 17 luglio contro i Dodgers. Venne nominato esordiente del mese ad agosto e a fine stagione venne premiato con il Silver Slugger Award.
Il 9 luglio 2012, Hudson si sottopose alla Tommy John surgery, concludendo in anticipo la stagione.
Ancora in fase di recupero a inizio stagione 2013, venne inserito nella lista degli infortunati per 60 giorni. Il 4 giugno 2013, venne assegnato nella Doppia-A per recuperare la forma ottimale, ma durante la partita si strappò nuovamente il legamento ulnare del gomito destro, lo stesso che subì l'operazione. Hudson dovette quindi sottoporsi alla Tommy John surgery una seconda volta il 18 giugno, perdendo il resto della stagione.
Non apparve in nessuna partita di MLB durante la stagione 2013 e a stagione conclusa divenne free agent. Tuttavia il 13 dicembre 2013, trovò un nuovo accordo di minor league con la franchigia dell'Arizona.
Dopo quasi due anni di assenza, Hudson tornò a giocare nella MLB nella stagione 2014. Mentre dall'esordio nella minor league al 2012, Hudson aveva giocato come lanciatore partente; dal suo rientro dopo gli infortuni Hudson venne schierato come lanciatore di rilievo.
Il 21 dicembre 2016, Hudson firmò un contratto biennale dal valore complessivo di 11 milioni di dollari con i Pittsburgh Pirates.
Il 22 febbraio 2018, i Pirates scambiarono Hudson, il giocatore di minor league Tristan Gray e una somma in denaro con i Tampa Bay Rays per Corey Dickerson. Nonostante ciò, i Rays lo svincolarono il 28 marzo seguente.
Il 2 aprile 2018, Hudson firmò un contratto di minor league con i Los Angeles Dodgers.
Il 9 febbraio 2019, Hudson firmò un contratto di minor league con i Los Angeles Angels, che lo svincolarono però il 22 marzo, prima dell'inizio della stagione regolare. Il 25 marzo 2019, firmò un contratto annuale con i Toronto Blue Jays.
Il 31 luglio 2019, i Blue Jays scambiarono Hudson con i Washington Nationals per il giocatore di minor league Kyle Johnston.
Nel post stagione, Hudson perse la gara 1 della National League Championship Series per assistere alla nascita della sua terza figlia. Il 30 ottobre 2019, lanciò nel nono inning della gara 7 delle World Series, eliminando due dei tre battitori fronteggiati e chiudendo la partita per 6-2, consolidando la vittoria delle prime World Series dei Nationals.
Il 6 gennaio 2020, Hudson firmò un contratto biennale dal valore complessivo di 11 milioni di dollari con i Nationals.
Il 30 luglio 2021, i Nationals scambiarono Hudson con i San Diego Padres per l'esordiente Mason Thompson e il giocatore di minor league Jordy Barley. Divenne free agent a fine stagione.
Il 1º dicembre 2021, Hudson firmò un contratto annuale con i Los Angeles Dodgers.

## Palmares

### Club
- World Series: 1

Washington Nationals: 2019

### Individuale
- Silver Slugger Award: 1

2011
- Esordiente del mese: 1

NL: agosto 2010
- Giocatore della settimana: 1

NL: 22 maggio 2011